# Franklin April
Franklin Nico April (ur. 18 kwietnia 1984 w Windhuku, zm. 18 października 2015 tamże) – piłkarz namibijski grający na pozycji obrońcy.

## Kariera klubowa
Karierę piłkarską April rozpoczął w klubie Civics FC. W jego barwach zadebiutował w 2001 roku w namibijskiej Premier League. W 2003 roku osiągnął pierwszy sukces w karierze, gdy zdobył z nim NFA-Cup. W latach 2005–2007 trzykrotnie z rzędu wywalczył z Civics mistrzostwo Namibii, a w 2008 roku po raz drugi zdobył krajowy puchar.

## Kariera reprezentacyjna
W reprezentacji Namibii April zadebiutował w 2003 roku. W 2008 roku był powołany do kadry na Puchar Narodów Afryki 2008 i rozegrał tam jedno spotkanie, z Marokiem (1:5).